# Skałki Duże
Skałki Duże – wzniesienie po północnej stronie Zamku w Olsztynie, w miejscowości Olsztyn, w województwie śląskim, w powiecie częstochowskim. Pod względem geograficznym znajduje się na Wyżynie Mirowsko-Olsztyńskiej będącej częścią Wyżyny Częstochowskiej.
Jest to skaliste wzgórze z dwoma ostańcowymi wierzchołkami. Dla niższego z nich mapa Geoportalu podaje wysokość 339 m n.p.m., drugi, jak to wynika z poziomic jest o 5 m wyższy. Wzgórze znajduje się na odkrytym terenie, ale stopniowo zarastającym chaszczami. Znajduje się na nim Jaskinia w Skałkach Dużych.
Wzgórze ma postać długiego wału. Na jego przedłużeniu, w odległości około 400 m na północny zachód znajduje się drugie, niewiele niższe i również skaliste wzniesienie – Skałki Małe (337 m). Obydwa należą do grupy Skał Olsztyńskich, nie wzbudziły jednak zainteresowania wspinaczy skalnych.

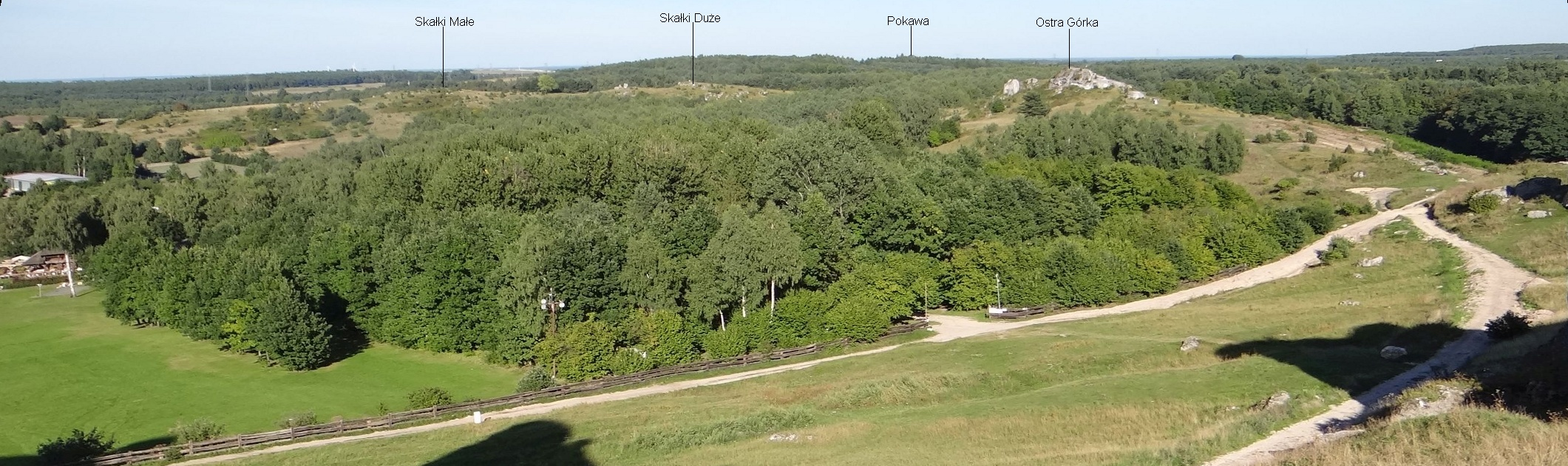
Widok z Zamku w Olsztynie